# 지방도 제733호선
지방도 제733호선은 전북특별자치도 고창군 상하면 자룡리 구시포항에서 아산면 대동리 대동 교차로를 잇는 전북특별자치도의 지방도이다.

## 연혁
- 2011년 7월 : 상하 ~ 구시포간 도로(고창군 상하면 하장리 ~ 자룡리) 4.49km 구간 확장 개통[1]
- 2023년 11월 3일: 기존 고창군 상하면 하장리 ~ 지로사거리 ~ 해리면 해리 교차로 구간을 지방도 지정에서 해제하고 고창군 상하면 하장리 ~ 송림산로 ~ 도곡 교차로 ~ 동서대로 ~ 해리교차로 구간으로 변경함. 이에 따라 노선명이 '구시포 ~ 아산선'에서 '상하 ~ 아산선'으로 변경되고 총 연장이 20.0km에서 23.9km로 변경됨.[2]

## 주요 경유지
- 고창군
  - 상하면 구시포항 - 구시포 교차로 - 신자룡 교차로 - 자룡 교차로 - 석남 교차로 - 송라 교차로 - 상하 교차로 - 상하터미널 - (송곡마을) - 송곡리
  - 무장면 송계리 - 도곡리 - 도곡 교차로 - 양곡 교차로
  - 해리면 칠곡 교차로 - 송산 교차로 - 해리공용터미널 - 해리교 - 해리파출소 교차로 - 남시 - 평지리
  - 아산면 학전리 - 대동 교차로

## 중복 구간
- 고창군 상하면 상하 교차로 ~ 해리면 지로사거리 : 국도 제22호선, 국도 제77호선, 국가지원지방도 제15호선과 중복
- 고창군 해리면 송산교 ~ 고성리 : 국가지원지방도 제15호선과 중복

## 도로명
- 고창군 상하면 구시포항 ~ 구시포 교차로 : 구시포해변길
- 고창군 상하면 구시포 교차로 ~ 상하 교차로 : 진암구시포로
- 고창군 상하면 상하 교차로 ~ (송곡마을) : 선운대로
- 고창군 상하면 (송곡마을) ~ 무장면 도곡 교차로 : 송림산로
- 고장군 무장면 도곡 교차로 ~ 해리면 송산 교차로 : 동서대로
- 고창군 해리면 송산 교차로 ~ 해리파출소 교차로 : 해리중앙로
- 고창군 해리면 해리파출소 교차로 ~ (남시) : 남시길
- 고창군 해리면 (남시) ~ 아산면 대동 교차로 : 희어재로